# Antalya Open
L'Antalya Open, conosciuto in precedenza come Turkish Airlines Open Antalya per motivi di sponsorizzazione, è stato un torneo di tennis maschile, facente parte dell'ATP Tour 250 giocato dal 2017 a Adalia, in Turchia, sui campi in erba del Kaya Palazzo Resort. Nel 2020 il torneo non viene disputato e nel 2021 tornò in calendario ma sui campi in cemento del Limak Arcadia Sport Resort.

## Albo d'oro

### Singolare
| Anno | Campione       | Finalista         | Punteggio           |
| ---- | -------------- | ----------------- | ------------------- |
| 2017 | Yūichi Sugita  | Adrian Mannarino  | 6–1, 7–6(4)         |
| 2018 | Damir Džumhur  | Adrian Mannarino  | 6–1, 1–6, 6–1       |
| 2019 | Lorenzo Sonego | Miomir Kecmanović | 6(5)–7, 7–6(5), 6–1 |
| 2020 | Non disputato  | Non disputato     | Non disputato       |
| 2021 | Alex de Minaur | Aleksandr Bublik  | 2–0 rit.            |

### Doppio
| Anno | Campioni                              | Finalisti                      | Punteggio           |
| ---- | ------------------------------------- | ------------------------------ | ------------------- |
| 2017 | Robert Lindstedt Aisam-ul-Haq Qureshi | Oliver Marach Mate Pavić       | 7–5, 4–1 rit.       |
| 2018 | Marcelo Demoliner Santiago González   | Sander Arends Matwé Middelkoop | 7–5, 6(6)–7, [10–8] |
| 2019 | Jonathan Erlich Artem Sitak           | Ivan Dodig Filip Polášek       | 6–3, 6–4            |
| 2020 | Non disputato                         | Non disputato                  | Non disputato       |
| 2021 | Nikola Mektić Mate Pavić              | Ivan Dodig Filip Polášek       | 6–2, 6–4            |